# Baronia de Linyola
La Baronia de Linyola és una jurisdicció senyorial centrada en la vila i el castell de Linyola, que originàriament formaven part de la baronia de Bellpuig. En el moment de la formació de la baronia aquesta comprengué Linyola, Bellestar, Almassor i la Cendrosa.
Durant el segle xiii, la senyoria de Linyola sovint es trobà en dubte. Regnant Pere el Catòlic (1210), Guerau de Cabrera s'apoderà per la força del comtat d'Urgell, particularment de Balaguer, Albesa, Agramunt i Linyola. El sobirà emprengué la defensa del comtat i Guerau, vençut, hagué de sotmetre's. El rei mentrestant havia encomanat el comtat a Guillem de Cardona i al seu fill Ramon Folc per cinc anys. El 1213, en morir Pere, Guerau de Cabrera s'ensenyorí novament del comtat, que recuperà Guillem de Cardona el 1217, amb el castell de Linyola i altres. Encara, el 1228 el rei Jaume I hagué de procedir contra l'usurpador del comtat i rendir la plaça de Linyola per la força, fet que és explicat en la seva Crònica. Un cop morta Aurembiaix d'Urgell, Jaume I hagué de lluitar contra Ponç de Cabrera, fill de Guerau, que reivindicava el comtat; el 1236 fou estipulada la concòrdia per la qual el Conqueridor es reservà les ciutats de Lleida i Balaguer i cedí només en feu al Cabrera els castells i les viles de Linyola, Menàrguens i Albesa, entre d'altres. El 1259, a causa de les trifulgues matrimonials d'Àlvar d'Urgell, fill de Ponç, Jaume I, li reclamà els castells de Linyola, Balaguer, Agramunt i Oliana. Mort Àlvar d'Urgell i assolit el consentiment de la seva primera muller Constança, Linyola es convertí en vila reial.
Fins al 1283 el castell fou administrat pel batlle reial Arnau de Calaf. En sobrevenir la revolta nobiliària al comtat d'Urgell, Pere el Gran el cedí en feu a Ermengol X, fill d'Àlvar i Cecília de Foix, juntament amb les altres viles del comtat d'Urgell (1278). El 1314, Jaume II atorgà a l'infant Alfons (futur rei el Benigne), amb motiu de les noces d'aquest amb Teresa d'Entença, el comtat d'Urgell, en el qual era inclosa la vila de Linyola. Segons Monsalvatje, el 1328 Linyola constituïa vincle reial i perpetu amb la corona.
A la dissolució del comtat d'Urgell per part Ferran d'Antequera, degut a la Revolta del comte d'Urgell contra ell, el rei donà a Guerau Alemany de Cervelló i de Queralt, Governador de Catalunya (1404-18), el castell i la vila de Linyola com a premi. els descendents d'aquests vengueren la vila als Cardona-Anglesola, senyors de Bellpuig incorporant-se a aquesta baronia.
El títol de baró de Linyola fou concedit per Ferran el Catòlic el 18 de febrer de 1479 a favor de Castellana de Cardona i Requesens. Dels Cardona-Anglesola la baronia passà, el 1768, als Osorio de Moscoso, comtes d'Altamira.
El 1921 fou rehabilitada i reconeguda com a títol del regne a favor de Luis Ruiz de Arana i Martín de Oliva, duc de Sanlúcar la Mayor.
El títol de la baronia recau, des de 2011, en la persona de María del Pilar Paloma de Casanova-Cárdenas y Barón.